# ماكس أرمسترونغ
ماكس أرمسترونغ (بالإنجليزية: Max Armstrong)‏ هو مقدم برامج إذاعية أمريكي، ولد في 13 يونيو 1953.